# Neopithecops batuana
Neopithecops batuana är en fjärilsart som beskrevs av Riley 1945. Neopithecops batuana ingår i släktet Neopithecops och familjen juvelvingar. Inga underarter finns listade i Catalogue of Life.